# Manuel Capetillo
Manuel Capetillo Villaseñor (Ixtlahuacán de los Membrillos, Jalisco, 15 de abril de 1926-Chacala, Nayarit, 5 de mayo de 2009) fue un torero mexicano, también incursionó como actor de cine y televisión, y cantante de rancheras.

## Biografía

### Primeros años
Creció en el seno de una familia jalisciense con apego al campo y las tradiciones charras. En su primera juventud, desempeñó diversas labores en ganaderías bravas enclavadas en Jalisco, adquiriendo de esa manera sus primeros conocimientos acerca de la lidia, crianza, manejo y naturaleza del toro bravo.

### Novillero y alternativa
Animado por sus compañeros y amigos, realizó un par de apariciones como sobresaliente en sendas novilladas, al cabo de lo cual debutó con caballos el 16 de noviembre de 1947 en la plaza de toros El Progreso de la ciudad de Guadalajara alternando con Santiago Vega y Luis Solano. Hizo su presentación en la Plaza de toros Monumental de México el 8 de agosto de 1948 con novillos de la ganadería de Matancillas, compartiendo cartel con «el Chato» Mora y Fernando López.
Tomó la alternativa el 24 de diciembre de 1948 en la plaza de toros Colón de Querétaro con toros de la ganadería de La Punta, siendo su padrino Luis Procuna y el testigo Rafael Rodríguez. Le cortó una oreja al primero de la tarde, de nombre Juchiteco. Sin embargo, recibió una cornada en el muslo izquierdo por el sexto toro de la tarde, de nombre Calle Baja.

### Confirmación de alternativa
El 23 de enero de 1949 confirmó su alternativa en la Plaza de toros Monumental de México con el toro Muñeco, siendo su padrino Luis Castro «el Soldado» y el testigo Antonio Velázquez. Esa misma tarde le cortó el rabo al sexto de la corrida, de nombre Avellano. El 15 de enero de 1952 confirmó alternativa en la plaza de las Las Ventas de Madrid de manos de Paco Muñoz, actuando como testigo Antonio Ordóñez. Esa tarde cortó una oreja.
Se le considera uno de los mejores toreros del estado de Jalisco junto con José González Carnicerito de México y José Ortiz El Orfebre Tapatío. Sus inicios como torero coincidieron con una aciaga etapa de la fiesta, ya que en 1947 habían sucedido diversos acontecimientos, como las trágicas muertes de los novilleros Eduardo Liceaga y José Rodríguez Joselillo, y de los matadores Carnicerito de México y Manolete. Adicionalmente, se habían roto relaciones taurinas entre México y España, sumadas a la inexistencia de relaciones diplomáticas entre ambos países en aquella época. A raíz de ello, había disminuido notablemente número de festejos y no parecía haber en el horizonte toreros nuevos que entusiasmaran al público. Pero Capetillo irrumpió junto con novilleros como Rafael Rodríguez y Jesús Córdoba, trío que en su momento fue llamado Los tres mosqueteros, siendo Paco Ortiz al que se le apodó D'Artagnán siendo considerados como uno de los pilares del resurgimiento de la fiesta brava en México.
Destacó con la labor que hacía con la muleta por el larguísimo trazo, temple y dimensión que logró imprimirle a su toreo, lo cual le valió recibir apodos por parte de la crónica taurina de la época tales como "el muletero tridimensional" o "el mejor muletero del mundo", así como el reconocimiento y admiración de un amplio sector de la afición mexicana, quien lo elevó a la categoría de figura del toreo en las décadas de los cincuenta y sesenta. Los aficionados lo tomaron como uno de los toreros mexicanos capaces de disputarle el sitio y las palmas a matadores españoles contemporáneos suyos, como Luis Miguel Dominguín, Antonio Ordóñez, El Viti, Diego Puerta o Manuel Benítez, el Cordobés. Son recordadas como inmortales las faenas que realizó a toros como Tabachín de la ganadería de Valparaíso, Guapetón y Rosito de Coaxamalucan, Arizeño de Mimiahuápam, Fistol de Zotoluca, Recluta de Pastejé, entre muchas otras. En marzo de 1963 participó en la llamada Corrida del Siglo en Guadalajara (México) alternando con Joselito Huerta, Joaquín Bernadó Bertomeu y Paco Camino. Esa tarde cortó dos orejas.[cita requerida]
Durante su trayectoria sufrió doce cornadas tanto en México como en España siendo la más grave de ellas la que le infirió en el pecho el toro Camisero de la ganadería de La Laguna durante su presentación en la Plaza de toros Monumental de México el 23 de marzo de 1959. No obstante, aún habiendo estado al borde de la muerte, logró recuperarse para recobrar su estatus de figura. En 1968 realizó su despedida encerrándose con seis toros. No obstante, volvió a la actividad en una segunda etapa entre 1975-1976 y en una tercera al presentarse en 1981 para ser padrino en la alternativa de su hijo Manuel Capetillo de Flores, siendo testigo su otro hijo Guillermo Capetillo. Ese año, cuando tenía cincuenta y cinco años toreó con sus hijos en Puebla, San Luis Potosí, Mérida, Villahermosa y Durango.

### Carrera artística
En 1953 abandonó temporalmente los ruedos para incursionar como cantante de música ranchera pero en 1957 volvió a vestirse de luces. En la década de 1960 participó como actor en películas rancheras en cine. Algunos críticos opinaron que su actividad como actor perjudicó su carrera taurina. Pero en aquellos años era costumbre que tanto figuras deportivas como taurinas fueran tentadas por directores cinematográficos para protagonizar filmes, lo cual después reportaba beneficios económicos, al proporcionar difusión y publicidad que se reflejaban en las taquillas de las plazas.
Inició su carrera en cine con la película Contigo a la distancia en 1954, y la última fue Las plebes de Sinaloa en 2000. Participó al lado de grandes estrellas del cine mexicano.
Años más tarde participó como actor en varias telenovelas, la última de ellas En nombre del amor en 2008.
Iniciador de la familia Capetillo en la fiesta brava, la cual continuaron sus hijos Guillermo y Manuel Capetillo de Flores. Por otra parte, es también padre del cantante y actor Eduardo Capetillo. Murió a los 83 años, el 5 de mayo de 2009 mientras visitaba a su cuñada en Chacala, Nayarit.

## Filmografía
- Aventuras de Joselito en América (1960)
- El revólver sangriento (1965)
- Un ángel para los diablillos (1993)